# Itero del Castillo
Itero del Castillo es un municipio y localidad española de la provincia de Burgos, en la comunidad autónoma de Castilla y León, comarca de Odra-Pisuerga, partido judicial de Burgos.

## Geografía
En la margen izquierda del río Pisuerga  junto a Palacios y frente a la localidad palentina de Itero de la Vega. Cruce de caminos entre las carreteras autonómicas BU-403 de Boadilla a Castrillo Mota de Judíos y la local BU-V-4312 de acceso y continuación hacia Pedrosa y Astudillo.
Tiene un área de 16,91 km².

## Historia
Aparece mencionado ya en el poema de Fernán González como localidad fronteriza de Castilla. Contó desde antiguo con castillo y aparece ya como «Fitero del Castiello» en el fuero de Melgar de Fernamental, otorgado por Fernando de Armentárez el 9 de septiembre de 950. Del antiguo castillo queda una torre desmochada de almenas con puerta apuntada y ventanal doble.
Villa que formaba parte, en su categoría de pueblos solos, del Partido de Castrojeriz, uno de los catorce que formaban la Intendencia de Burgos, durante el periodo comprendido entre 1785 y 1833, en el Censo de Floridablanca de 1787, jurisdicción de señorío siendo su titular el Duque del Infantado, en aquella época Pedro Alcántara de Toledo y Silva (1729-1790) duodécimo Duque y heredero también de los títulos de Távara, Lerma y Pastrana, quien nombraba alcalde ordinario.

## Demografía
Itero del Castillo cuenta con una población de 71 habitantes (INE 2024).
| Gráfica de evolución demográfica de Itero del Castillo entre 1842 y 2021                                              |
| |
| Población de derecho según los censos de población del INE. Población de hecho según los censos de población del INE. |

## Patrimonio

### Hospital

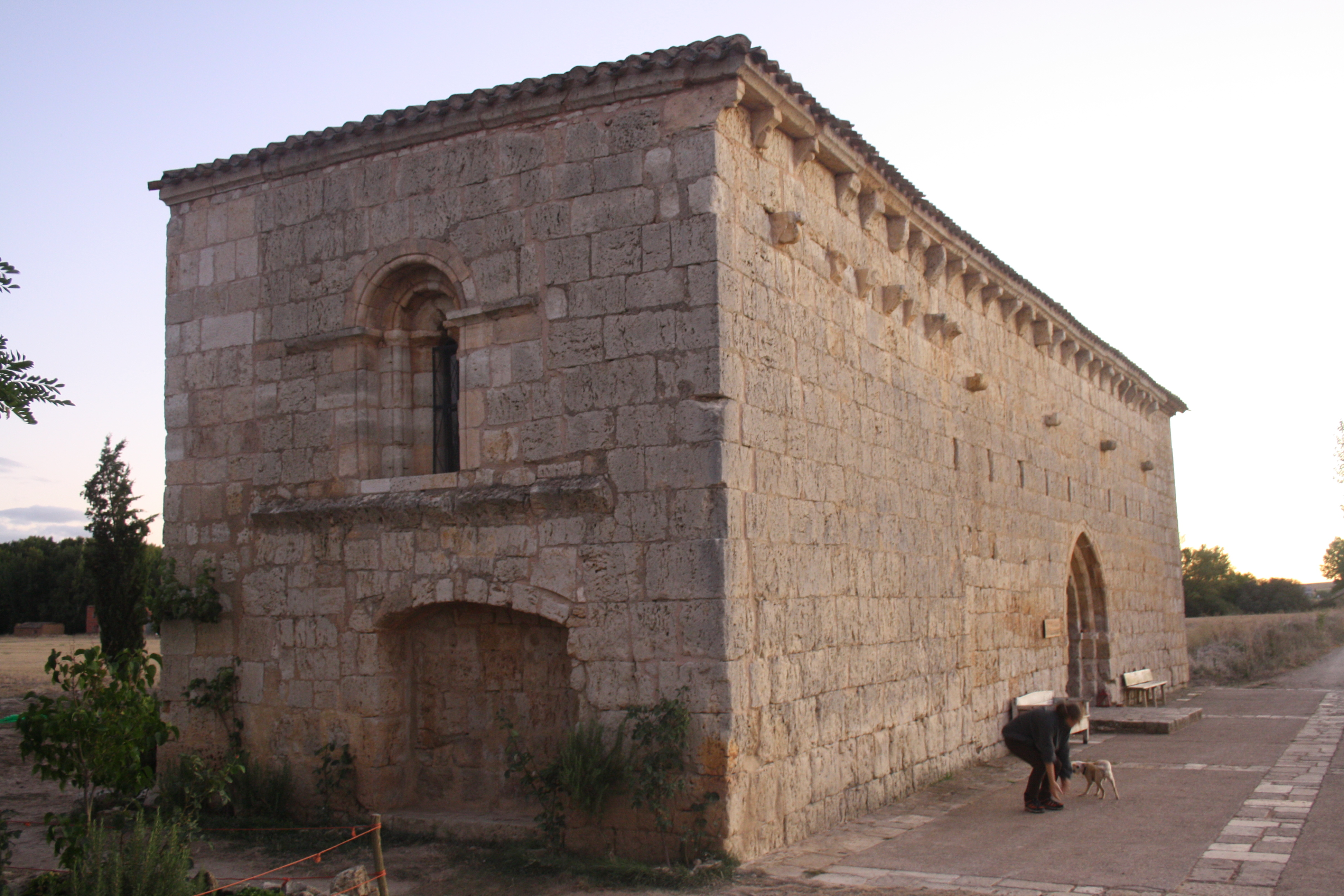
Ermita de San Nicolás.

Gracias al impulso de la Confraternità de San Jacobo de Perusa se han restaurado las ruinas del antiguo Hospital de la Puente de Itero, fundado en 1160 por el conde Nuño Pérez de Lara, y la ermita de San Nicolás, que antaño perteneció a la Orden de San Juan y que ahora una vez recuperado pasa a ser «Centro Italiano de Estudios Jacobeos» y lugar de acogida de peregrinos.

### Puente
Su esbelto puente, conocido como de la Mula une las provincias palentina y burgalesa.

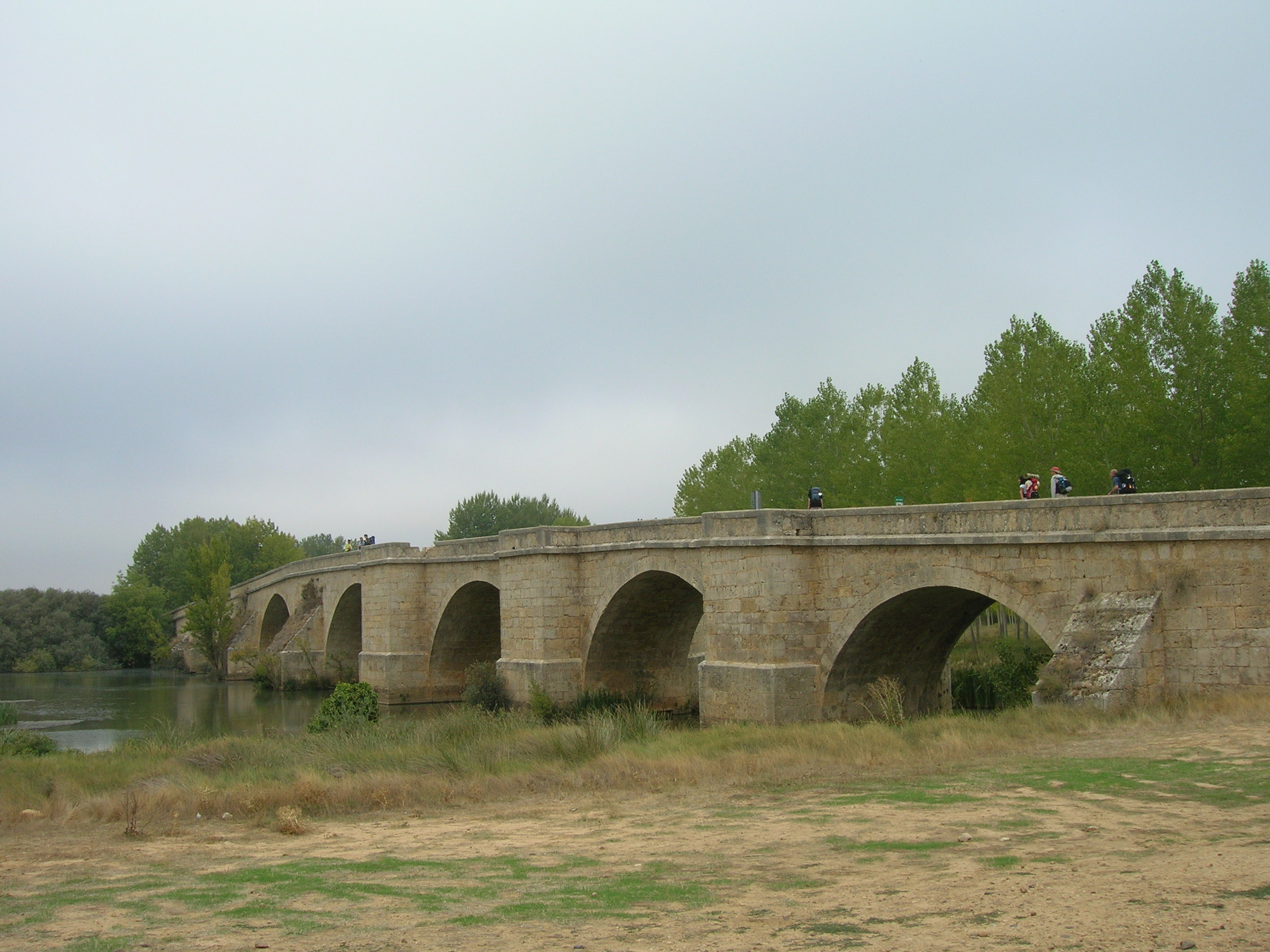
Puente de Itero